# عاصفة رعدية

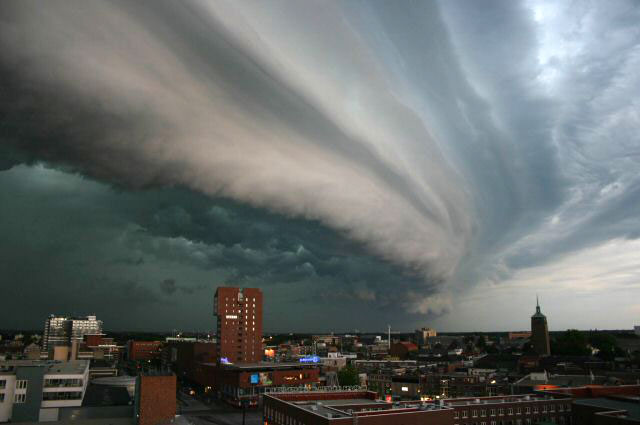
عاصفة رعدية، هولندا

العاصفة الرعدية أو الرَّاعدة فقط هو اضطراب في الغلاف الجوي، وهو تفريغ كهربائي مفرد أو متعدد يكشف عن نفسه بومضة من الضوء (البرق) وصوت حاد أو مدمدم كالرعد وترافق العواصف الرعدية سحب الحمل وكثيراً ما يصاحبها هطول من الذي يصل إلى الأرض في صور زخات من المطر أو الثلج أو الكريات الثلجية أو البَرَد. تدور بعض أكثر العواصف الرعدية الشديدة استمرارًا، والمعروفة باسم supercells ، مثل الأعاصير. بينما تتحرك معظم العواصف الرعدية مع متوسط تدفق الرياح عبر طبقة التروبوسفير الذي يشغلونه، يتسبب قص الرياح العمودي أحيانًا في انحراف في مسارهم بزاوية قائمة لاتجاه قص الرياح.
تنتج العواصف الرعدية عن الحركة التصاعدية السريعة للهواء الدافئ الرطب، وأحيانًا على طول الجبهة. بينما يتحرك الهواء الرطب الدافئ لأعلى، فإنه يبرد ويتكثف،  ويشكل سحابة ركامية يمكن أن تصل إلى ارتفاعات تزيد عن 20 كيلومترًا (12 ميل). عندما يصل الهواء الصاعد إلى درجة حرارة نقطة الندى، يتكثف بخار الماء في قطرات الماء أو الجليد، مما يقلل الضغط محليًا داخل خلية العاصفة الرعدية. يسقط أي هطول على مسافة طويلة عبر السحب باتجاه سطح الأرض.عندما تسقط القطرات، فإنها تصطدم بقطيرات أخرى وتصبح أكبر. قطرات هبوط خلق اسفل لأنها تسحب الهواء البارد معها، وينتشر هذا الهواء البارد على سطح الأرض، مما يتسبب في بعض الأحيان في رياح قوية ترتبط عادة بالعواصف الرعدية.
يمكن أن تتشكل العواصف الرعدية وتتطور في أي موقع جغرافي ولكن في أغلب الأحيان ضمن خط العرض المتوسط، حيث يصطدم الهواء الدافئ الرطب القادم من خطوط العرض الاستوائية مع الهواء البارد من خطوط العرض القطبية. العواصف الرعدية هي المسؤولة عن تطور وتكوين العديد من الظواهر الجوية الشديدة. تشكل العواصف الرعدية والظواهر التي تحدث معها مخاطر كبيرة. الضرر الناجم عن العواصف الرعدية ناتج نتوجًا رئيسًا عن الرياح الغزيرة، وحبات البَرَد الكبيرة، والفيضانات السريعة الناجمة عن هطول الأمطار الغزيرة. تكون خلايا العواصف الرعدية الأقوى قادرة على إنتاج الأعاصير ونقاط المياه.
هناك أربعة أنواع من العواصف الرعدية: أحادية الخلية، ومتعددة الخلايا، وخطوط متعددة الخلايا، وخلايا فائقة.  العواصف الرعدية الخارقة هي الأقوى والأكثر شدة.  متوسطة المدى نظم الحمل الحراري التي شكلتها مواتية القص الرياح الرأسية داخل المناطق الاستوائية وشبه الاستوائية يمكن أن تكون مسؤولة عن تطوير الأعاصير. يمكن أن تتسبب العواصف الرعدية الجافة، بدون هطول الأمطار، في اندلاع حرائق الغابات من الحرارة الناتجة عن البرق من السحابة إلى الأرض المصاحب لها. تستخدم عدة وسائل لدراسة العواصف الرعدية: رادار الطقس، محطات الطقس وتصوير الفيديو. حملت الحضارات الماضية العديد من الأساطير المتعلقة بالعواصف الرعدية وتطورها في أواخر القرن الثامن عشر. ما وراء الغلاف الجوي للأرض، وأيضا لوحظ العواصف الرعدية على كواكب المشتري، زحل، نبتون، و، على الأرجح، الزهرة.

## دورة الحياة

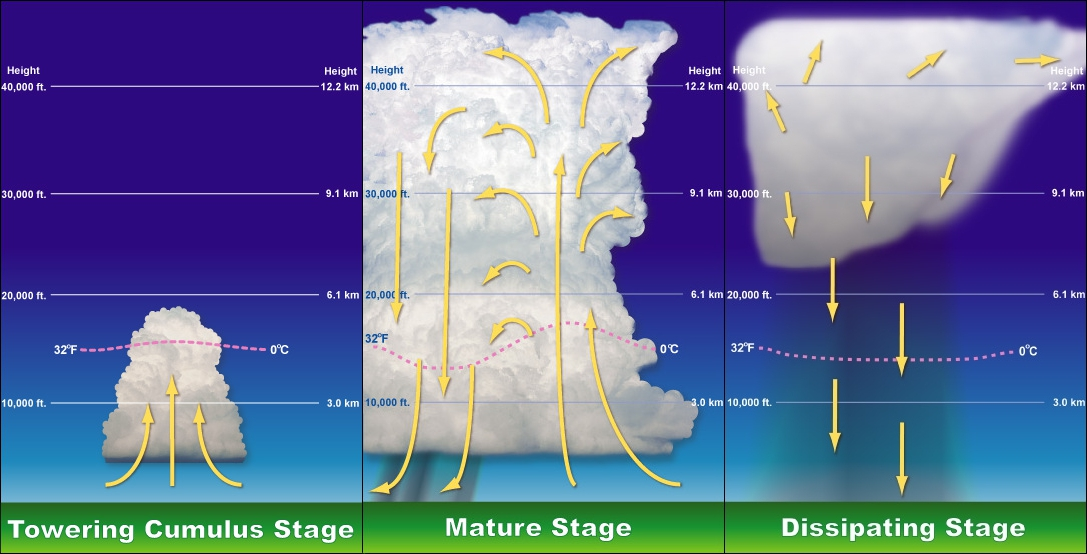
مراحل حياة العاصفة الرعدية.

الهواء الدافئ أقل كثافة من الهواء البارد، لذلك يرتفع الهواء الأكثر دفئًا إلى أعلى ويستقر الهواء البارد في القاع  (يمكن ملاحظة هذا التأثير باستخدام منطاد الهواء الساخن).  تتكون السحب على هيئة هواء أدفأ نسبيًا يحمل الرطوبة ويرتفع في الهواء البارد. يرتفع الهواء الرطب، وبذلك يبرد ويتكثف بعض بخار الماء في ذلك الهواء الصاعد.  عندما تتكثف الرطوبة، فإنها تطلق طاقة تعرف باسم حرارة التكثيف الكامنة، والتي تسمح للحزمة الصاعدة من الهواء أن تبرد بدرجة أقل من الهواء المحيط البارد  واستمرار صعود السحب. إذا كان عدم الاستقرار كافياً هي موجودة في الغلاف الجوي، وسوف تستمر هذه العملية لفترة كافية ل المكفهرة السحب لشكل والمنتجات البرق والرعد. يمكن استخدام مؤشرات الأرصاد الجوية مثل الطاقة الكامنة المتاحة بالحمل الحراري (CAPE) والمؤشر المرتفع للمساعدة في تحديد التطور الرأسي الصاعد المحتمل للسحب.  تتطلب العواصف الرعدية ثلاثة شروط عمومًا لتتكون:
1. رطوبة
2. كتلة هوائية غير مستقرة
3. قوة الرفع (الحرارة)

تمر جميع العواصف الرعدية، بغض النظر عن نوعها، بثلاث مراحل: مرحلة التطور ، ومرحلة النضج ، ومرحلة التبديد. يبلغ متوسط قطر العاصفة الرعدية 24 كم (15 ميل). اعتمادًا على الظروف الموجودة في الغلاف الجوي، تستغرق كل مرحلة من هذه المراحل الثلاث متوسط 30 دقيقة.

### تكونها
لتتكون العاصفة الرعديــة لابـد من توافر تـيارات مُحمّلة ببـخار الماء من السطح، وأن يكون هناك رفع للهواء الرطب في الغلاف الجوي، وآليات هذا الرفع تتمثل في المرتفعات الجبلية والجبهات الهوائية الباردة والمنخفضات والأخاديد الجوية.

#### مراحل

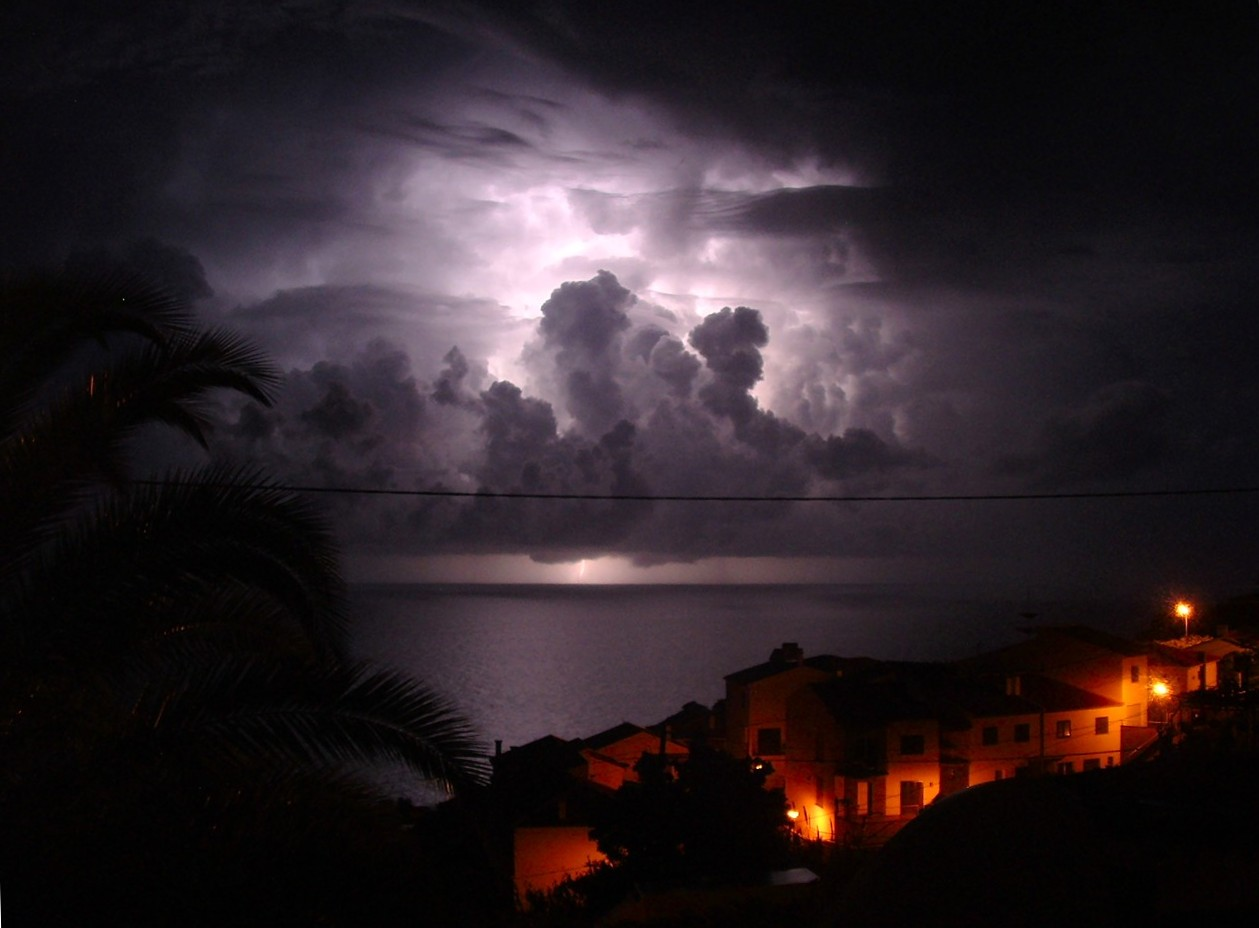
عاصفة رعدية، جزر ماديرا

وتمر السحب الرعدية بمراحل ثلاث خلال تكونها:

### مرحلة التطوير
المرحلة الأولى من العاصفة الرعدية هي مرحلة الركام أو مرحلة التطور. خلال هذه المرحلة، ترفع كتل الرطوبة لأعلى في الغلاف الجوي. يمكن أن يكون الزناد لهذا الرفع هو الإضاءة الشمسية، حيث ينتج عن تسخين الأرض حرارة، أو حيث تتلاقى رياحان تدفعان الهواء إلى الأعلى، أو حيث تهب الرياح على تضاريس ذات ارتفاع متزايد. تبرد الرطوبة المنقولة لأعلى إلى قطرات سائلة من الماء بسبب انخفاض درجات الحرارة على ارتفاعات عالية، والتي تظهر على شكل غيوم ركامية .عندما يتكثف بخار الماء إلى سائل، تنطلق الحرارة الكامنة، مما يؤدي إلى تدفئة الهواء، مما يجعله أقل كثافة من الهواء الجاف المحيط به. يميل الهواء إلى الارتفاع في تيار صاعد من خلال عملية الحمل الحراري(ومن هنا جاء مصطلح ترسيب الحمل الحراري). هذه العملية تخلق منطقة ضغط منخفض داخل وتحت تشكيل العاصفة الرعدية. في عاصفة رعدية نموذجية، يُرفع نحو 500 مليون كيلوغرام من بخار الماء إلى الغلاف الجوي للأرض.

### مرحلة النضج

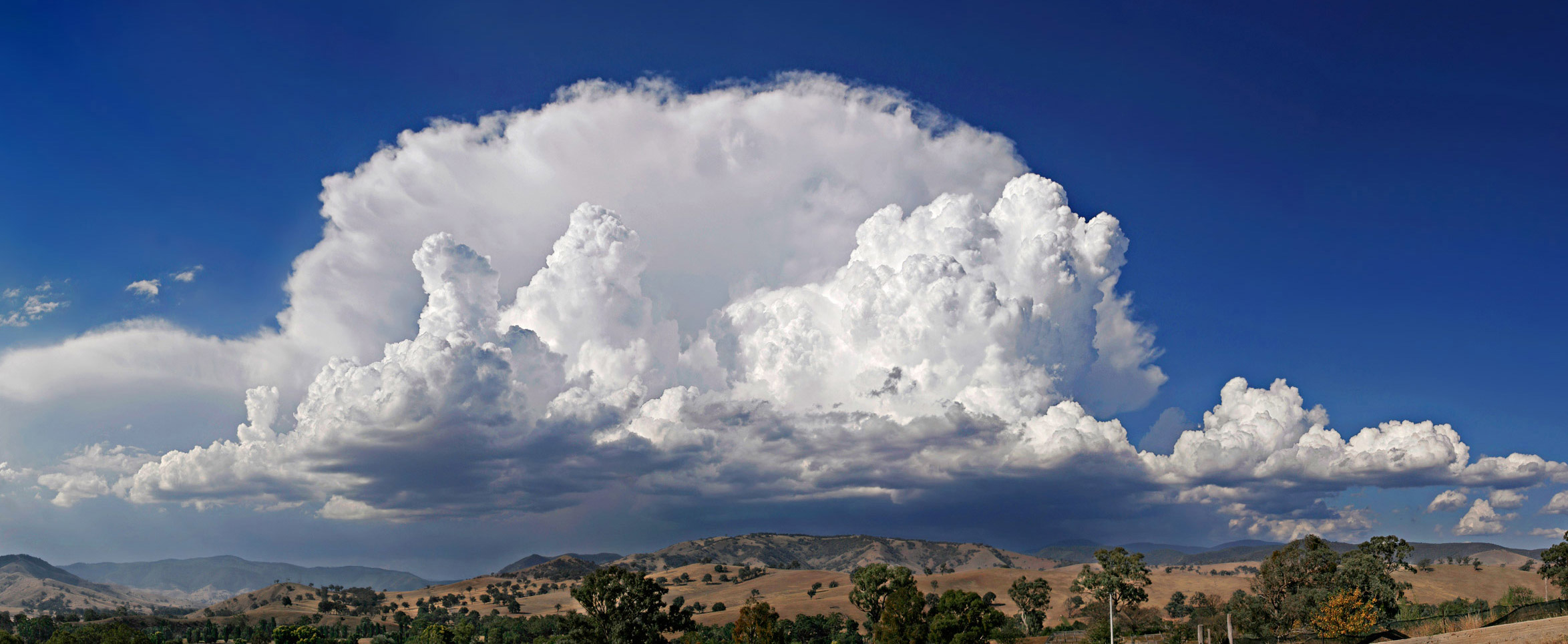
سحابة رعدية على شكل سندان في مرحلة النضج

في المرحلة الناضجة من العاصفة الرعدية، يستمر الهواء الدافئ في الارتفاع حتى يصل إلى منطقة بها هواء أكثر دفئًا ولا يمكنه الارتفاع أكثر. غالبًا ما يكون هذا «الغطاء» هو التروبوبوز. وبدلاً من ذلك، يُجبر الهواء على الانتشار، مما يعطي العاصفة شكل سندان مميز. تسمى السحابة الناتجة السحاب الركامي. تتجمع قطرات الماء في قطرات أكبر وأثقل وتتجمد لتصبح جزيئات جليدية. مع سقوطها، تذوب لتصبح مطرًا. إذا كان التيار الصاعد قويًا بدرجة كافية، فإن القطرات تبقى مرتفعة لفترة كافية لتصبح كبيرة جدًا بحيث لا تذوب تمامًا ولكنها تسقط على شكل بَرَد. بينما ما تزال عمليات التحديث موجودة، يسحب المطر المتساقط الهواء المحيط به، مما يؤدي إلى تكوينهdowndraftsكذلك. يمثل الوجود المتزامن لكل من التيار الصاعد والسحب السفلية المرحلة الناضجة للعاصفة وينتج سحبًا ركامية. خلال هذه المرحلة، يمكن أن تحدث اضطرابات داخلية كبيرة، والتي تظهر في شكل رياح قوية وبرق شديد وحتى أعاصير.
عادةً، إذا كان هناك القليل من قص الرياح، فسوف تدخل العاصفة بسرعة في مرحلة التبديد و «تمطر نفسها»،  ولكن، إذا كان هناك تغيير كاف في سرعة الرياح أو اتجاهها، فستُفصل السحب السفلى عن التيار الصاعد، وقد تصبح العاصفة خلية خارقة، حيث يمكن أن تحافظ المرحلة الناضجة على نفسها لعدة ساعات.

### مرحلة التبديد

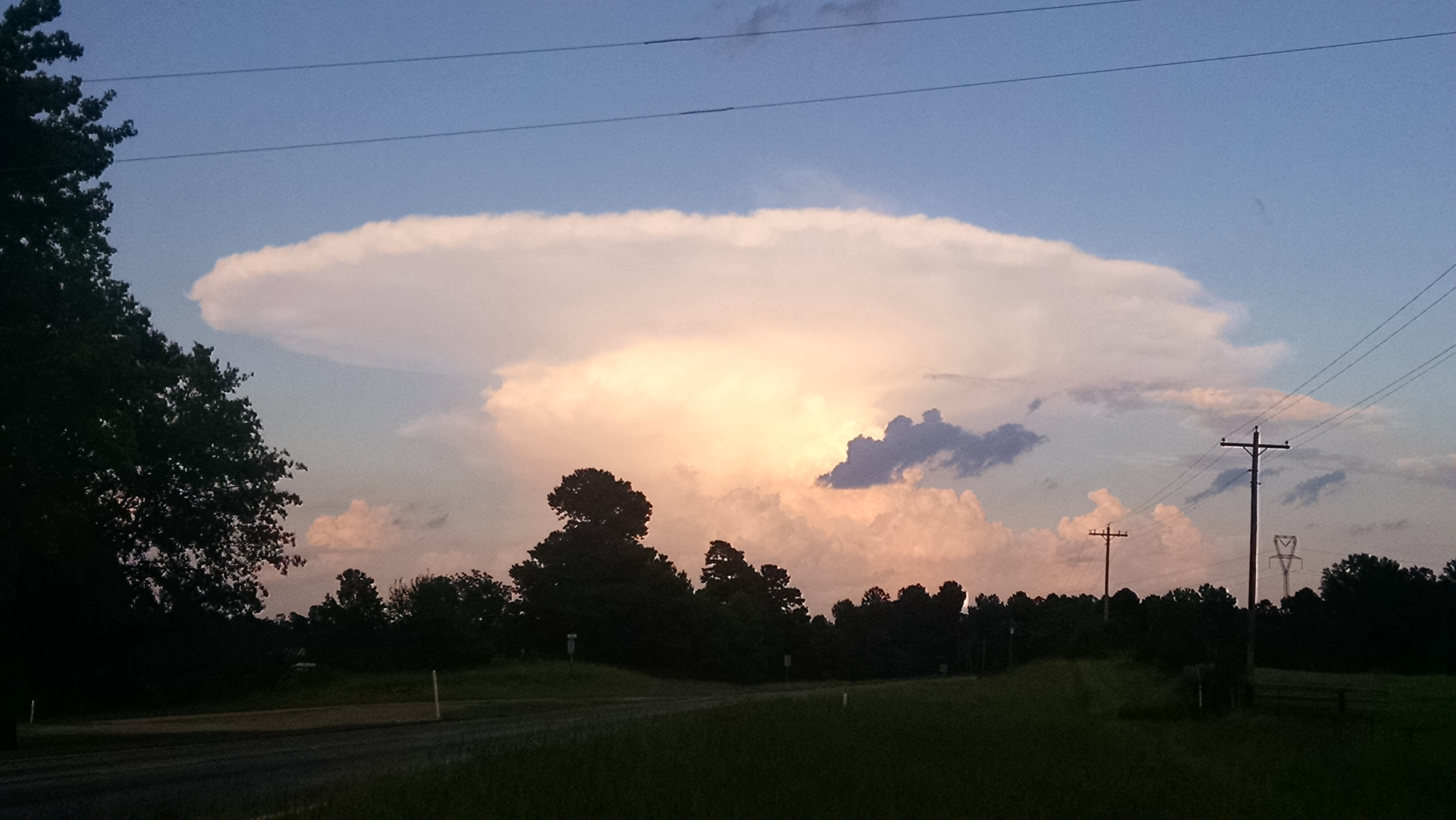
عاصفة رعدية في بيئة لا رياح تجز فيها العاصفة أو تهب السندان في أي اتجاه

في مرحلة التبديد، تهيمن العاصفة الرعدية على الاتجاه الهابط. إذا كانت الظروف الجوية لا تدعم التطور الخلوي الفائق، فإن هذه المرحلة تحدث بسرعة، نحو 20-30 دقيقة من عمر العاصفة الرعدية. سوف يدفع السحب لأسفل من العاصفة الرعدية، ويصطدم بالأرض وينتشر. تُعرف هذه الظاهرة باسم انفجار. يقطع الهواء البارد الذي يُحمل إلى الأرض عن طريق السحب السفلي تدفق العاصفة الرعدية، ويختفي التيار الصاعد وستتبدد العاصفة الرعدية. تضعف العواصف الرعدية في الغلاف الجوي مع عدم وجود قص للرياح الرأسية بمجرد إرسال حدود التدفق الخارجي في جميع الاتجاهات، مما يؤدي بعد ذلك إلى قطع تدفق الهواء الدافئ الرطب نسبيًا، ويقتل النمو الإضافي للعاصفة الرعدية. إن الضربة السفلية التي تضرب الأرض تخلق حدودًا للتدفق . يمكن أن يتسبب هذا في حدوث انفجارات هبوطية، وهي حالة خطرة محتملة للطائرة للطيران من خلالها، حيث يحدث تغيير كبير في سرعة الرياح واتجاهها، مما يؤدي إلى انخفاض سرعة الهواء وتقليل رفع الطائرة لاحقًا. كلما كانت حدود التدفق أقوى، أصبح قص الرياح العمودي الناتج أقوى.

## أنواع

الظروف المواتية لأنواع العواصف الرعدية والمجمعات

هناك أربعة أنواع رئيسية من العواصف الرعدية: أحادية الخلية، ومتعددة الخلايا، وخط العاصفة (وتسمى أيضًا الخط متعدد الخلايا) والخلايا الفائقة. يعتمد أي نوع من الأشكال على عدم الاستقرار وظروف الرياح النسبية في طبقات مختلفة من الغلاف الجوي («قص الرياح»).تتشكل العواصف الرعدية أحادية الخلية في بيئات ذات قص رياح عمودية منخفضة وتستمر من 20 إلى 30 دقيقة فقط.
يمكن أن يكون للعواصف الرعدية المنظمة وتجمعات / خطوط العواصف الرعدية دورات حياة أطول لأنها تتكون في بيئات ذات قص رياح عمودية كبيرة، وعادة ما تكون أكبر من 25 عقدة (13 م / ث) في أقل 6 كيلومترات (3.7 ميل) من طبقة التروبوسفير،   مما يساعد على تطوير تحديثات أقوى بالإضافة إلى أشكال مختلفة من الطقس القاسي. تعتبر الخلية العملاقة أقوى العواصف الرعدية،  وترتبط غالبًا بالبَرَد الكبير والرياح العاتية وتكوين الأعاصير. تزيد قيم المياه القابلة للثقل من 31.8 ملم (1.25 بوصة) في تطوير مجمعات العواصف الرعدية المنظمة. أولئك الذين يعانون من هطول أمطار غزيرة عادة ما تكون قيم مياههم أكبر من 36.9 ملم (1.45 بوصة). قيم المنبع لـ CAPEالأكبر من 800 J / kg مطلوبة عادةً لتطوير الحمل الحراري المنظم.

### خلية واحدة

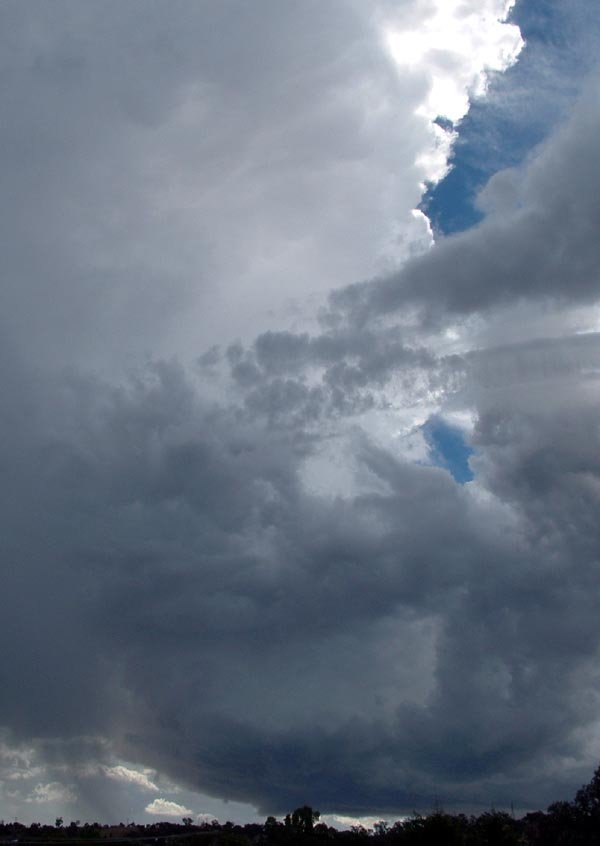
عاصفة رعدية من خلية واحدة فوق واجا واجا.

ينطبق هذا المصطلح تقنيًا على عاصفة رعدية واحدة مع تيار رئيسي واحد.تُعرف أيضًا باسم العواصف الرعدية الجماعية، وهي العواصف الرعدية الصيفية النموذجية في العديد من المناطق المعتدلة. تحدث أيضًا في الهواء البارد غير المستقر الذي غالبًا ما يتبع مرور جبهة باردة من البحر خلال الشتاء. داخل مجموعة من العواصف الرعدية، يشير مصطلح «خلية» إلى كل تيار رئيسي منفصل.تتشكل خلايا العواصف الرعدية أحيانًا منعزلة، حيث يمكن أن يؤدي حدوث عاصفة رعدية واحدة إلى تطوير حدود التدفق الخارج التي تنشئ تطورًا جديدًا للعواصف الرعدية. ونادرًا ما تكون هذه العواصف شديدة وهي نتيجة عدم استقرار الغلاف الجوي المحلي؛ ومن هنا جاء مصطلح «عاصفة رعدية جماعية هوائية». عندما يكون لمثل هذه العواصف فترة وجيزة من الطقس القاسي المصاحب لها، فإنها تُعرف باسم عاصفة شديدة النبض. العواصف الشديدة النبضية سيئة التنظيم وتحدث عشوائيًا في الزمان والمكان، مما يجعل من الصعب التنبؤ بها. عادة ما تستمر العواصف الرعدية أحادية الخلية من 20 إلى 30 دقيقة.

### مجموعات متعددة الخلايا

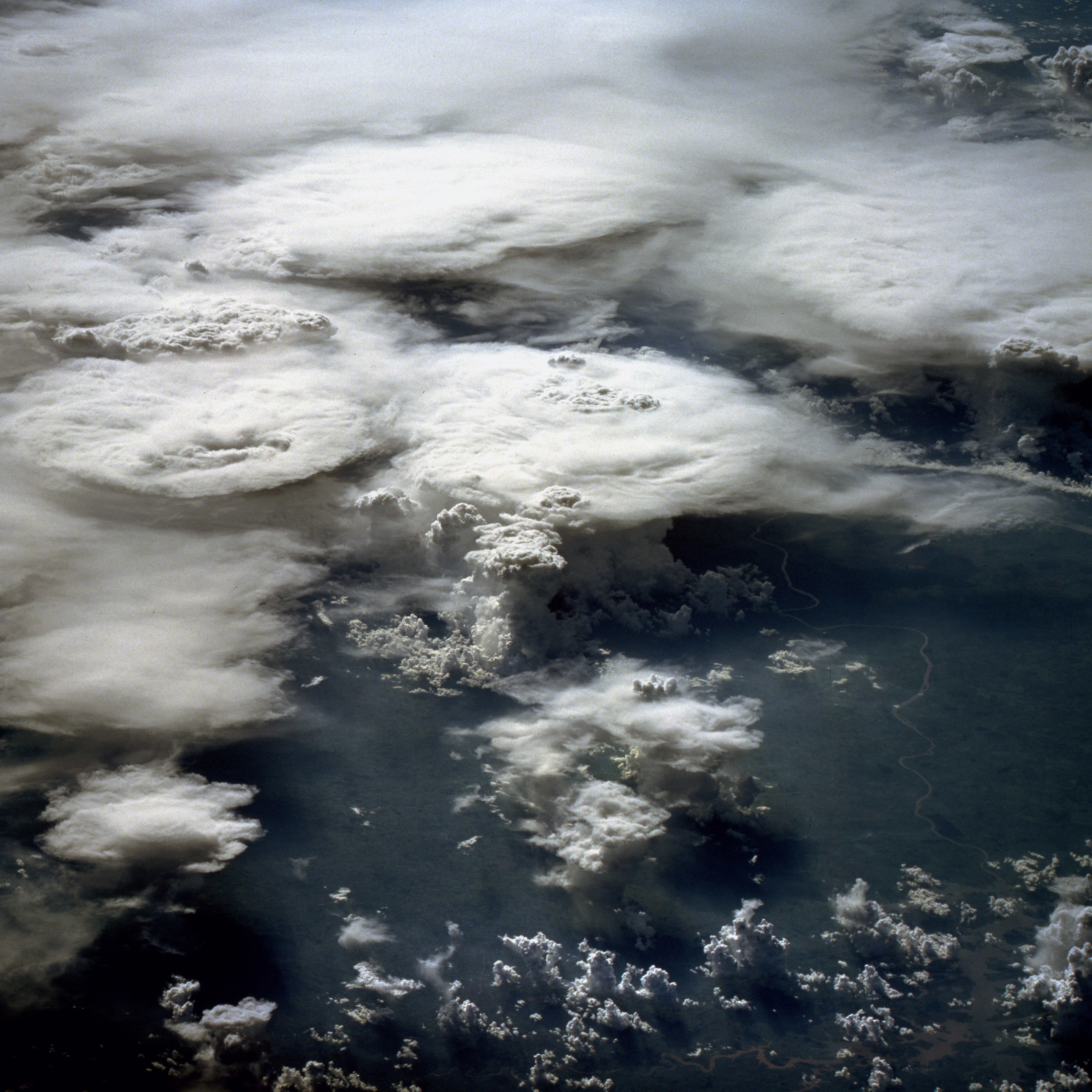
مجموعة من العواصف الرعدية فوق البرازيل صورها مكوك الفضاء تشالنجر.

هذا هو النوع الأكثر شيوعًا لتطور العواصف الرعدية. توجد على العواصف الرعدية الناضجة بالقرب من مركز العنقود، بينما توجد العواصف الرعدية المتناثرة على جانب الريح.تتشكل العواصف متعددة الخلايا على شكل مجموعات من العواصف ولكنها قد تتطور بعد ذلك إلى خط واحد أو أكثر من خطوط العاصفة . في حين أن كل خلية من الكتلة قد تدوم 20 دقيقة فقط، فقد تستمر الكتلة نفسها لساعات في كل مرة. غالبًا ما تنشأ من صخور الحمل الحراري في أو بالقرب من سلاسل الجبال وحدود الطقس الخطية، مثل الجبهات الباردة القوية أو أحواض الضغط المنخفض. هذا النوع من العواصف أقوى من العاصفة أحادية الخلية، لكنها أضعف بكثير من العاصفة فائقة الخلايا. تشمل المخاطر مع الكتلة متعددة الخلايا البَرَد متوسط الحجم والفيضانات السريعة والأعاصير الضعيفة.

### خطوط متعددة الخلايا
خط العاصفة هو خط ممدود من العواصف الرعدية الشديدة التي يمكن أن تتكون على طول أو أمام الجبهة الباردة.  في أوائل القرن العشرين، استخدم المصطلح مرادفًا للجبهة الباردة . يحتوي خط العاصفة على هطول غزير، وبرَد، وبرق متكرر، ورياح قوية في خط مستقيم، وربما أعاصير ونقاط مائية . يمكن توقع الطقس القاسي على شكل رياح قوية ومستقيمة في المناطق التي يكون فيها خط العاصفة نفسه على شكل صدى القوس، ضمن جزء السطر الأكثر انحناءًا. يمكن العثور على الأعاصير على طول الموجات داخل نمط موجة الصدى الخطي، أو LEWP ، حيث توجد مناطق الضغط المنخفض متوسطة الحجم . تسمى بعض أصداء القوس في الصيف derechos، وتتحرك بسرعة كبيرة عبر أجزاء كبيرة من الأراضي. على الحافة الخلفية لدرع المطر المرتبط بخطوط العاصفة الناضجة، يمكن أن يتشكل انخفاض منخفض، وهو منطقة ضغط منخفض متوسط الحجم تتشكل خلف نظام الضغط العالي المتوسط الموجود عادة تحت مظلة المطر، والتي ترتبط أحيانًا وانفجار الحرارة. يُعرف هذا النوع من العاصفة أيضًا باسم "Wind of the Stony Lake" (بالصينية التقليدية: 石湖 風 - shi2 hu2 feng1 ، الصينية المبسطة: 石湖 风) في جنوب الصين.

### سوبرسلز

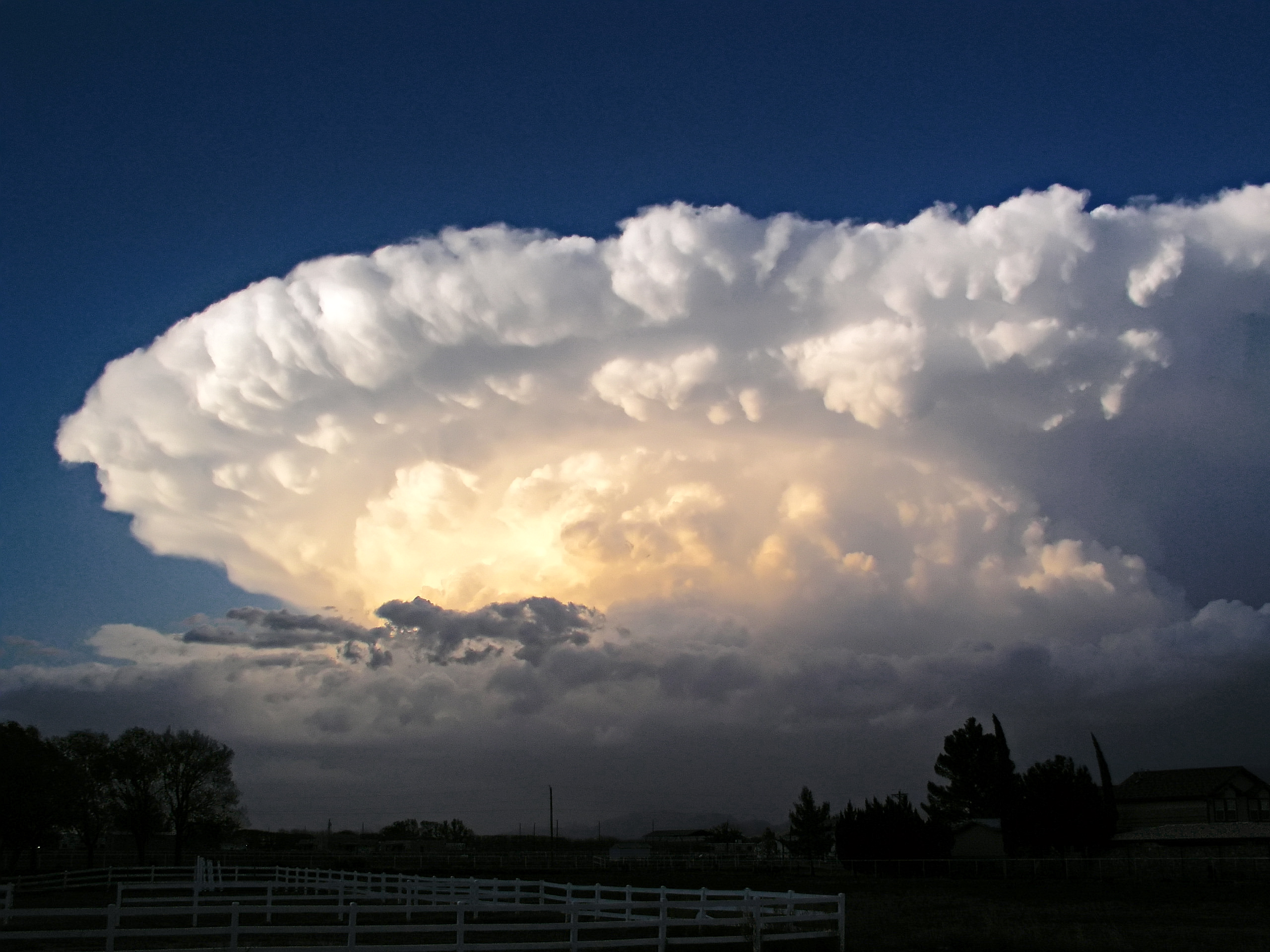
سوبرسل عاصفة رعدية على شابارال ، نيو مكسيكو.

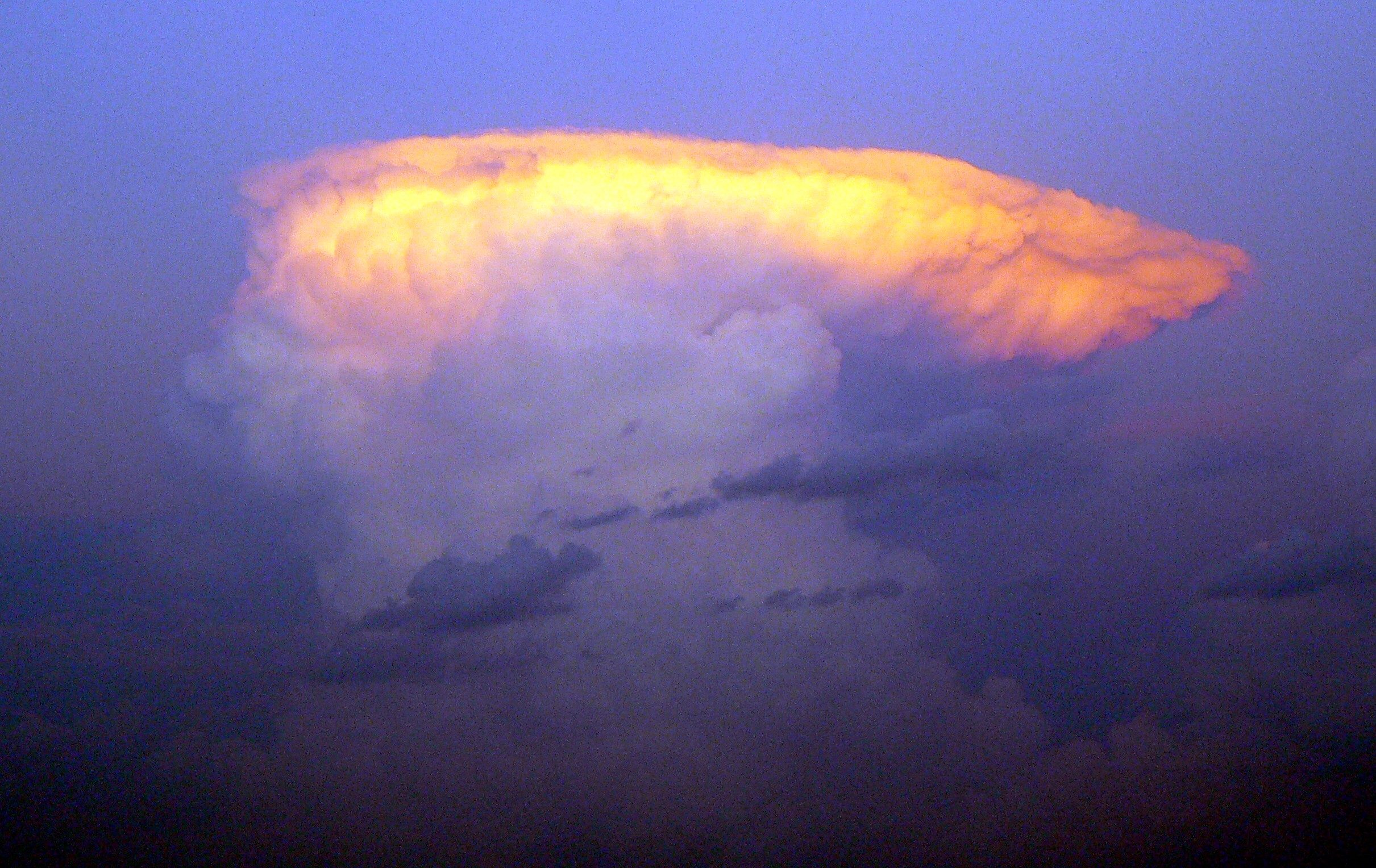
تضيء غروب الشمس قمة سحابة رعدية كلاسيكية على شكل سندان في شرق ولاية نبراسكا ، الولايات المتحدة.

العواصف الخارقة هي عواصف كبيرة، وعادة ما تكون شديدة، وشبه مستقرة تتشكل في بيئة تختلف فيها سرعة الرياح أو اتجاه الرياح مع الارتفاع («قص الرياح»)، ولها تيارات هابطة وتحديثات منفصلة (على سبيل المثال، حيث يكون هطول الأمطار المرتبط بها لا تسقط من خلال التيار الصاعد) مع تيار صاعد قوي، دوار (" mesocyclone"). عادةً ما تحتوي هذه العواصف على مثل هذه التجديدات القوية بحيث يمكن لسحابة العاصفة العملاقة (أو السندان) اختراق طبقة التروبوسفير والوصول إلى المستويات الأدنى من الستراتوسفير.يمكن أن يصل عرض العواصف الخارقة إلى 24 كيلومترًا (15 ميلًا). أظهرت الأبحاث أن 90٪ على الأقل من الخلايا العملاقة تسبب طقسًا شديدًا. يمكن أن تنتج هذه العواصف أعاصير مدمرة، وحجارة بَرَد كبيرة للغاية (قطرها 10 سم أو 4 بوصات)، ورياح خط مستقيم تزيد عن 130 كم / ساعة (81 ميلاً في الساعة)، وفيضانات مفاجئة . في الواقع، أظهرت الأبحاث أن معظم الأعاصير تحدث من هذا النوع من العواصف الرعدية. تعتبر الخلايا الخارقة عمومًا أقوى أنواع العواصف الرعدية.

### عواصف رعدية شديدة
في الولايات المتحدة، تُصنف العاصفة الرعدية على أنها شديدة إذا وصلت الرياح إلى 93 كيلومترًا في الساعة على الأقل (58 ميلاً في الساعة)، أو إذا كان قطر البرد 25 ملم (1 بوصة) أو أكبر، أو إذا أُبلغ عن سحب قمعية أو أعاصير . على الرغم من أن سحابة قمع أو إعصار تشير إلى عاصفة رعدية شديدة، إلا أنه يُصدر تحذير من إعصار بدلاً من تحذير من عاصفة رعدية شديدة . يُصدر تحذير من عاصفة رعدية شديدة إذا اشتدت العاصفة الرعدية، أو ستتحول قريبًا إلى شديدة. فيكندا، معدل هطول الأمطار أكبر من 50 ملم (2 بوصة) في ساعة واحدة، أو 75 ملم (3 بوصات) في ثلاث ساعات، يستخدم أيضًا للإشارة إلى العواصف الرعدية الشديدة. يمكن أن تحدث العواصف الرعدية الشديدة من أي نوع من خلايا العاصفة. ومع ذلك، المتعددة الخلايا، سوبرسل، وخطوط العاصفة تمثل معظم الأشكال الشائعة من العواصف الرعدية التي تنتج الظروف المناخية القاسية.

### أنظمة الحمل الحراري متوسطة الحجم

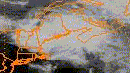
انتقال مركز عملائي عبر نيو إنجلاند : 2 أغسطس 2006 0600 بالتوقيت العالمي المنسق

و نظام للحمل الحراري المتوسطة المدى (MCS) مجمع من العواصف الرعدية أن يصبح المنظمة على نطاق أوسع من العواصف الرعدية الفردية ولكن أصغر من الأعاصير خارج المدارين، ويستمر عادة لعدة ساعات أو أكثر. قد يكون نمط السحب الكلي ونظام هطول الأمطار في نظام الحمل الحراري متوسط الحجم مستديرًا أو خطيًا في الشكل ، ويتضمن أنظمة الطقس مثل الأعاصير المدارية، وخطوط العاصفة ، وظواهر الثلوج ذات تأثير البحيرة ، والقيعان القطبية ، والمجمعات الحرارية المتوسطة الحجم (MCCs)، وتتشكل عمومًا بالقرب من جبهات الطقس. تتطور معظم أنظمة الحمل الحراري متوسطة الحجم بين عشية وضحاها وتستمر في عمرها خلال اليوم التالي. تميل إلى التكون عندما تختلف درجة حرارة السطح بأكثر من 5 درجات مئوية (9 درجات فهرنهايت) بين النهار والليل.  والنوع الذي أشكال خلال الموسم الحار على الأرض وقد لوحظ في جميع أنحاء أمريكا الشمالية، أوروبا، وآسيا، وبحد أقصى في النشاط وحظ خلال فترة ما بعد الظهر والمساء المتأخرة.
عُثر على أشكال MCS التي تتطور في المناطق الاستوائية في استخدام إما منطقة التقارب بين المداري أو أحواض الرياح الموسمية، عمومًا خلال الموسم الدافئ بين الربيع والخريف. تتشكل أنظمة أكثر كثافة فوق الأرض منها فوق الماء.  استثناء واحد هو فرق الثلج ذات تأثير البحيرة ، والتي تتكون بسبب تحرك الهواء البارد عبر المسطحات المائية الدافئة نسبيًا ، وتحدث من الخريف إلى الربيع.  القيعان القطبية هي فئة خاصة ثانية من MCS. تتشكل عند خطوط العرض العالية خلال موسم البرد.  بمجرد وفاة الأم MCS ، يمكن أن يحدث تطور عاصفة رعدية لاحقًا في اتصال مع دوامة الحمل الحراري المتوسطة الحجم المتبقية (MCV). تعتبر أنظمة الحمل الحراري متوسطة الحجم مهمة لعلم مناخ هطول الأمطار في الولايات المتحدة على السهول الكبرى لأنها تجلب للمنطقة نحو نصف هطول الأمطار السنوي في موسمها الدافئ.

## اقتراح

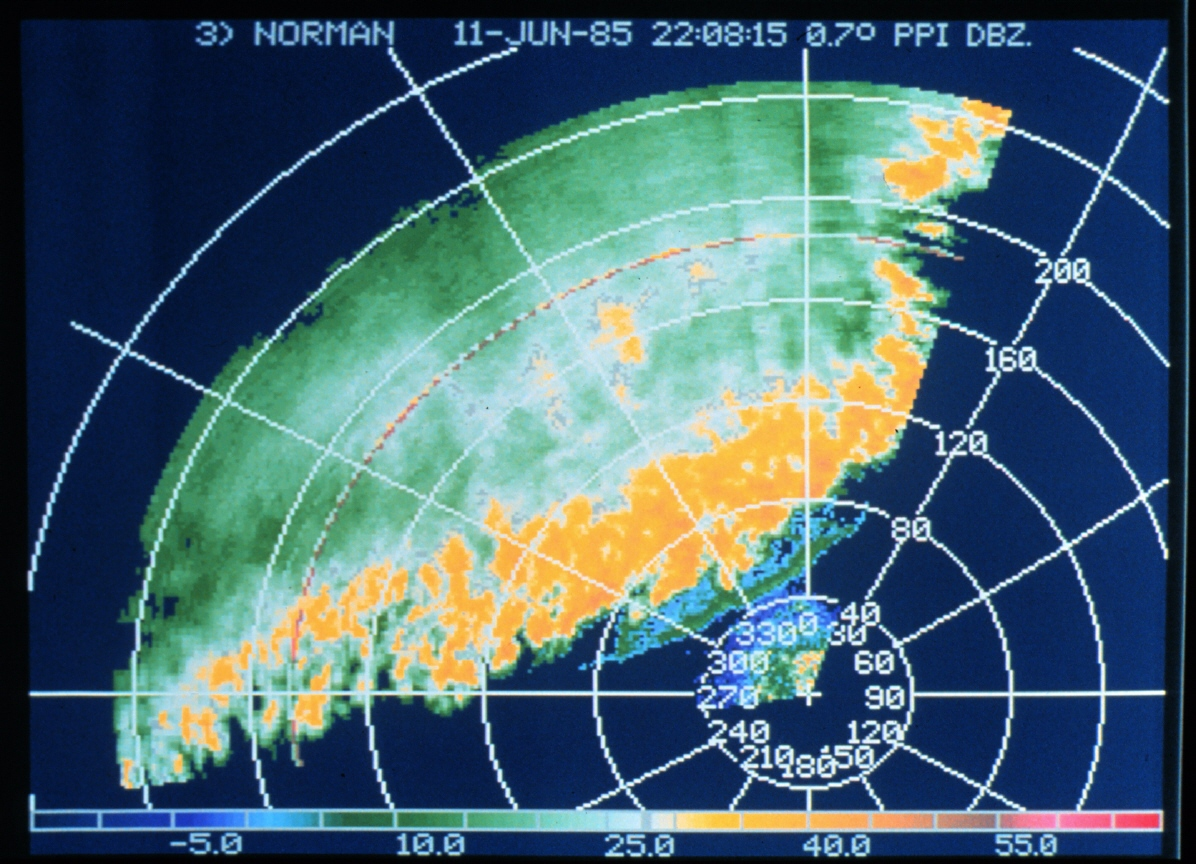
يتم عرض خط عاصفة رعدية في صورة انعكاسية (dBZ) على شاشة عرض رادار لمؤشر موضع الخطة

الطريقتان الرئيسيتان لتحرك العواصف الرعدية هما عن طريق تأجيل الرياح والانتشار على طول حدود التدفق نحو مصادر حرارة ورطوبة أكبر. تتحرك العديد من العواصف الرعدية مع متوسط سرعة الرياح عبر طبقة التروبوسفير للأرض ، وهو أدنى 8 كيلومترات (5.0 ميل) من الغلاف الجوي للأرض. العواصف الرعدية الأضعف هي التي تحركها الرياح الأقرب إلى سطح الأرض من العواصف الرعدية القوية ، حيث أن العواصف الرعدية الأضعف ليست طويلة القامة. تتحرك خلايا ومجمعات العواصف الرعدية المنظمة وطويلة العمر بزاوية قائمة في اتجاه قص الرياح (تدرج الرياح) العمودي المتجه. إذا كانت مقدمة العاصفة ، أو الحافة الأمامية لحدود التدفق ، تتسابق قبل العاصفة الرعدية ، فسوف تتسارع حركتها جنبًا إلى جنب. هذا هو أكثر من عامل مع العواصف الرعدية مع هطول الأمطار الغزيرة (HP) من العواصف الرعدية مع انخفاض هطول الأمطار (LP) عندما تندمج العواصف الرعدية ، وهو على الأرجح عندما توجد العديد من العواصف الرعدية بالقرب من بعضها البعض ، فإن حركة العاصفة الرعدية الأقوى تملي عادة الحركة المستقبلية للخلية المدمجة.كلما كانت الرياح المتوسطة أقوى ، قل احتمال مشاركة العمليات الأخرى في حركة العاصفة. على رادار الطقس، تُتتبع العواصف بميزة بارزة وتتبعها من المسح إلى المسح.

### عاصفة رعدية بناء خلفي
العاصفة الرعدية ذات البناء الخلفي ، والتي يشار إليها عادةً باسم عاصفة رعدية التدريب، هي عاصفة رعدية يحدث فيها تطور جديد في اتجاه الريح (عادةً الجانب الغربي أو الجنوبي الغربي في نصف الكرة الشمالي)، بحيث يبدو أن العاصفة تظل ثابتة أو تنتشر في الاتجاه المعاكس. على الرغم من أن العاصفة غالبًا ما تظهر ثابتة على الرادار ، أو حتى تتحرك عكس اتجاه الريح ، إلا أن هذا مجرد وهم. العاصفة هي في الحقيقة عاصفة متعددة الخلايا مع خلايا جديدة أكثر نشاطا تتشكل على جانب الريح ، لتحل محل الخلايا القديمة التي تستمر في الانجراف في اتجاه الريح.  عندما يحدث هذا ، فمن الممكن حدوث فيضانات كارثية. في رابيد سيتي، داكوتا الجنوبية في عام 1972، اجتمعت محاذاة غير عادية للرياح على مستويات مختلفة من الغلاف الجوي لإنتاج مجموعة تدريب مستمرة من الخلايا أسقطت كمية هائلة من الأمطار على نفس المنطقة ، مما أدى إلى فيضانات مفاجئة مدمرة. حدث مماثل وقع في بوسكاسل، إنجلترا ، في 16 أغسطس 2004،  وأكثر من تشيناي في 1 ديسمبر 2015.

## المخاطر
يُقتل العديد من الأشخاص أو يصابون بجروح خطيرة كل عام بسبب العواصف الرعدية الشديدة على الرغم من التحذير المسبق . في حين العواصف الرعدية الشديدة هي الأكثر شيوعا في الربيع والصيف، يمكن ايضاً أن تحدث في أي وقت من السنة.

### البرق من السحابة إلى الأرض

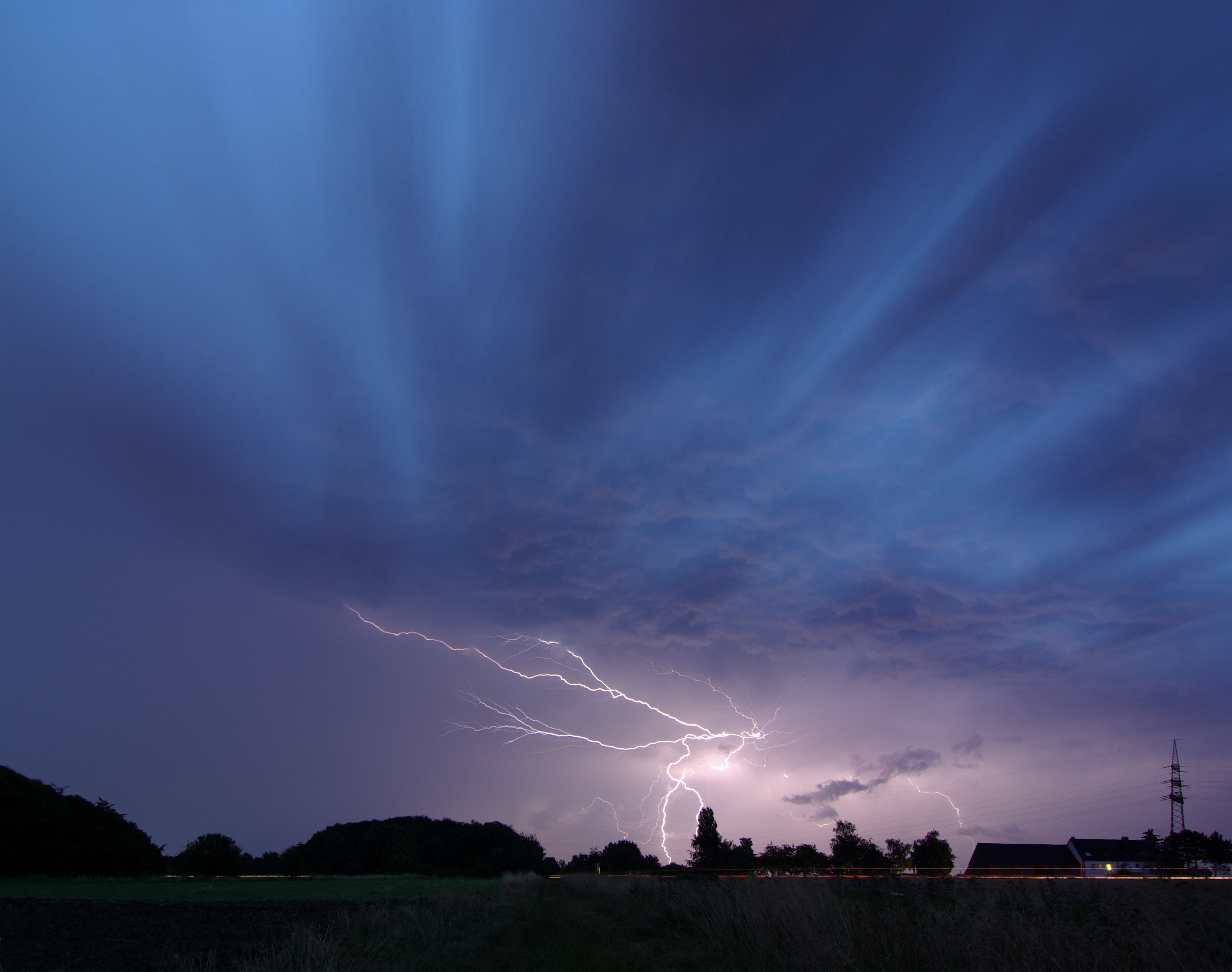
ضربة عائدة ، ضربة صاعقة من السحابة إلى الأرض أثناء عاصفة رعدية.

يحدث البرق من السحابة إلى الأرض حدوثًا متكررًا ضمن ظاهرة العواصف الرعدية وله العديد من الأخطار تجاه المناظر الطبيعية والسكان. من أهم المخاطر التي يمكن أن يشكلها البرق حرائق الغابات التي يمكن أن تشعلها. في  ظل نظام العواصف الرعدية المنخفضة هطول الأمطار ، حيث يوجد القليل من الأمطار ، لا يمكن لهطول الأمطار منع اندلاع الحرائق عندما يكون الغطاء النباتي جافًا حيث ينتج البرق كمية مركزة من الحرارة الشديدة.  يحدث الضرر المباشر الناجم عن الصواعق في بعض الأحيان.  في المناطق ذات التردد العالي لبرق السحابة إلى الأرض ، مثل فلوريدا، يتسبب البرق في العديد من الوفيات سنويًا ، وغالبًا ما يحدث للأشخاص الذين يعملون في الخارج.
المطر الحمضي هو أيضًا خطر متكرر ينتج عن البرق.يحتوي الماء المقطر على درجة حموضة متعادلة تساوي7. درجة الحموضة «النظيفة» أو غير الملوثة لها درجة حموضة طفيفة تبلغ 5.2 تقريبًا ، لأن ثنائي أكسيد الكربون والماء في الهواء يتفاعلان معًا لتكوين حمض الكربونيك، وهو حمض ضعيف (الرقم الهيدروجيني 5.6 في الماء المقطر)، لكن المطر غير الملوث يحتوي أيضًا على مواد كيميائية أخرى.  أكسيد النيتريك الموجود أثناء ظاهرة العواصف الرعدية ، الناجم عن أكسدة النيتروجين في الغلاف الجوي ، يمكن أن يؤدي إلى إنتاج المطر الحمضي ، إذا شكل أكسيد النيتريك مركبات مع جزيئات الماء في هطول الأمطار ، وبذلك خلق المطر الحمضي. يمكن للأمطار الحمضية أن تلحق الضرر بالبنى التحتية المحتوية على الكالسيت أو بعض المركبات الكيميائية الصلبة الأخرى. في النظم البيئية ، يمكن للأمطار الحمضية أن تذيب أنسجة النباتات وتزيد من عملية التحميض في المسطحات المائية والتربة ، مما يؤدي إلى موت الكائنات البحرية والبرية.

### وابل

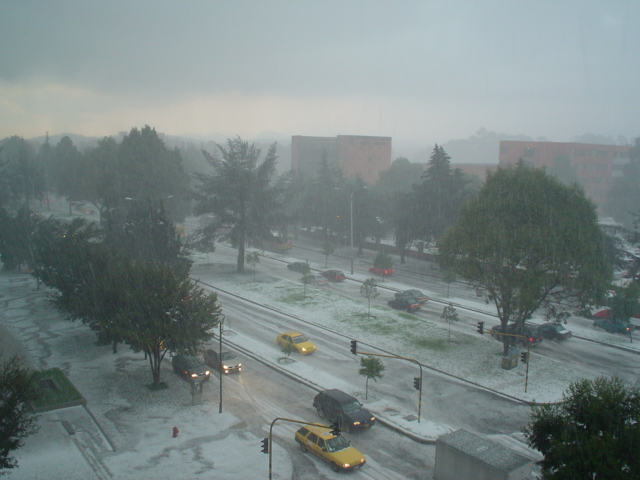
عاصفة بَرَد في بوغوتا ، كولومبيا.

تُعرف أي عاصفة رعدية ينتج عنها بَرَد يصل إلى الأرض باسم عاصفة البَرَد. غالبًا ما تُرى السحب الرعدية القادرة على إنتاج أحجار البَرَد وهي تحصل على لون أخضر. حائل أكثر شيوعًا على طول سلاسل الجبال لأن الجبال تجبر الرياح الأفقية لأعلى (المعروفة باسم الرفع الأوروغرافي)، مما يؤدي إلى تكثيف التيار الصاعد داخل العواصف الرعدية ويجعل البرد أكثر احتمالية. واحدة من أكثر المناطق شيوعًا للبرد الكبير هي المناطق الجبلية في شمال الهند ، والتي سجلت أعلى معدل وفيات مرتبط بالبرد في عام 1888. كما تعرضت الصين لعواصف بَرَد كبيرة.  عبر أوروبا، كرواتيا تواجه تكرار البَرَد.
في أمريكا الشمالية، يكون البَرَد أكثر شيوعًا في المنطقة التي تلتقي فيها كولورادو، ونبراسكا، ووايومنغ، والمعروفة باسم «حائل». حدث حائل في هذه المنطقة بين شهري مارس وأكتوبر خلال ساعات الظهيرة والمساء ، مع حدوث الجزء الأكبر من مايو حتى سبتمبر. شايان، وايومنغ هي أكثر مدن أمريكا الشمالية عرضة للبرد بمتوسط تسعة إلى عشرة عواصف برد في الموسم. في أمريكا الجنوبية ، المناطق المعرضة للبرد هي مدن مثل بوغوتا ، كولومبيا.
يمكن أن يتسبب حائل في أضرار جسيمة ، لا سيما للسيارات والطائرات والمناور والهياكل ذات الأسقف الزجاجية والماشية ومحاصيل المزارعين الأكثر شيوعًا . حائل هي واحدة من أهم مخاطر العواصف الرعدية على الطائرات. عندما يتجاوز قطر أحجار البرد 13 ملم (0.5 بوصة)، يمكن أن تتضرر الطائرات تضررًا خطيرًا في غضون ثوان.  البرد المتراكم على الأرض يمكن أيضًا أن يشكل خطرًا على هبوط الطائرات. يعتبر القمح والذرة وفول الصويا والتبغ من أكثر المحاصيل حساسية لتلف البرد.  حائل هي واحدة من أكثر المخاطر تكلفة في كندا. كانت عواصف البَرَد سببًا لأحداث مُكلفة ومميتة عبر التاريخ. وقعت واحدة من أقدم الحوادث المسجلة في القرن التاسع في رووبكوند، أوتاراخند، الهند.  أكبر حجر البرد من حيث الحد الأقصى للمحيط والطول الذي سُجل على الإطلاق في الولايات المتحدة سقط في عام 2003 في أورورا، نبراسكا، الولايات المتحدة.

### الأعاصير وأحواض المياه

في يونيو 2007 ، ضرب إعصار F5 مدينة إيلي ، مانيتوبا.

الإعصار عمود دوار من الهواء يتلامس مع سطح الأرض وسحابة ركامية (تُعرف أيضًا باسم سحابة رعدية) أو في حالات نادرة قاعدة سحابة ركامية . الأعاصير تأتي في كثير من الاحجام ولكن عادة ما تكون في شكل مرئي قمع التكثيف ، الذي ضيق نهاية تلامس الأرض، وغالبا ما تحيط بها سحابة من الحطام والغبار . تتمتع معظم الأعاصير بسرعات رياح تتراوح بين 40 و 110 ميل في الساعة (64 و 177 كم / ساعة)، ويبلغ عرضها نحو 75 مترًا (246 قدمًا)، وتقطع عدة كيلومترات (بضعة أميال) قبل أن تتبدد. يصل بعضها إلى سرعات رياح تزيد عن 300 ميل في الساعة (480 كم / ساعة)، وتمتد أكثر من 1600 متر (1 ميل)، وتبقى على الأرض لأكثر من 100 كيلومتر (عشرات الأميال).
على نطاق وفوجيتا وتعزيز فوجيتا مقياس الأعاصير أسعار الفائدة من جانب الضرر الذي لحق. يضر إعصار EF0 ، وهو أضعف فئة ، بالأشجار ولكنه لا يتسبب في أضرار جسيمة للهياكل. إن إعصار EF5 ، أقوى فئة ، يمزق المباني من أساساتها ويمكن أن يشوه ناطحات السحاب الكبيرة . يتراوح مقياس TORRO المماثل من T0 للأعاصير الضعيفة للغاية إلى T11 لأقوى الأعاصير المعروفة.  يمكن أيضًا تحليل بيانات رادار دوبلر، والقياس التصويري ، وأنماط دوامة الأرض (علامات دائرية) لتحديد الكثافة ومنح تقييم.

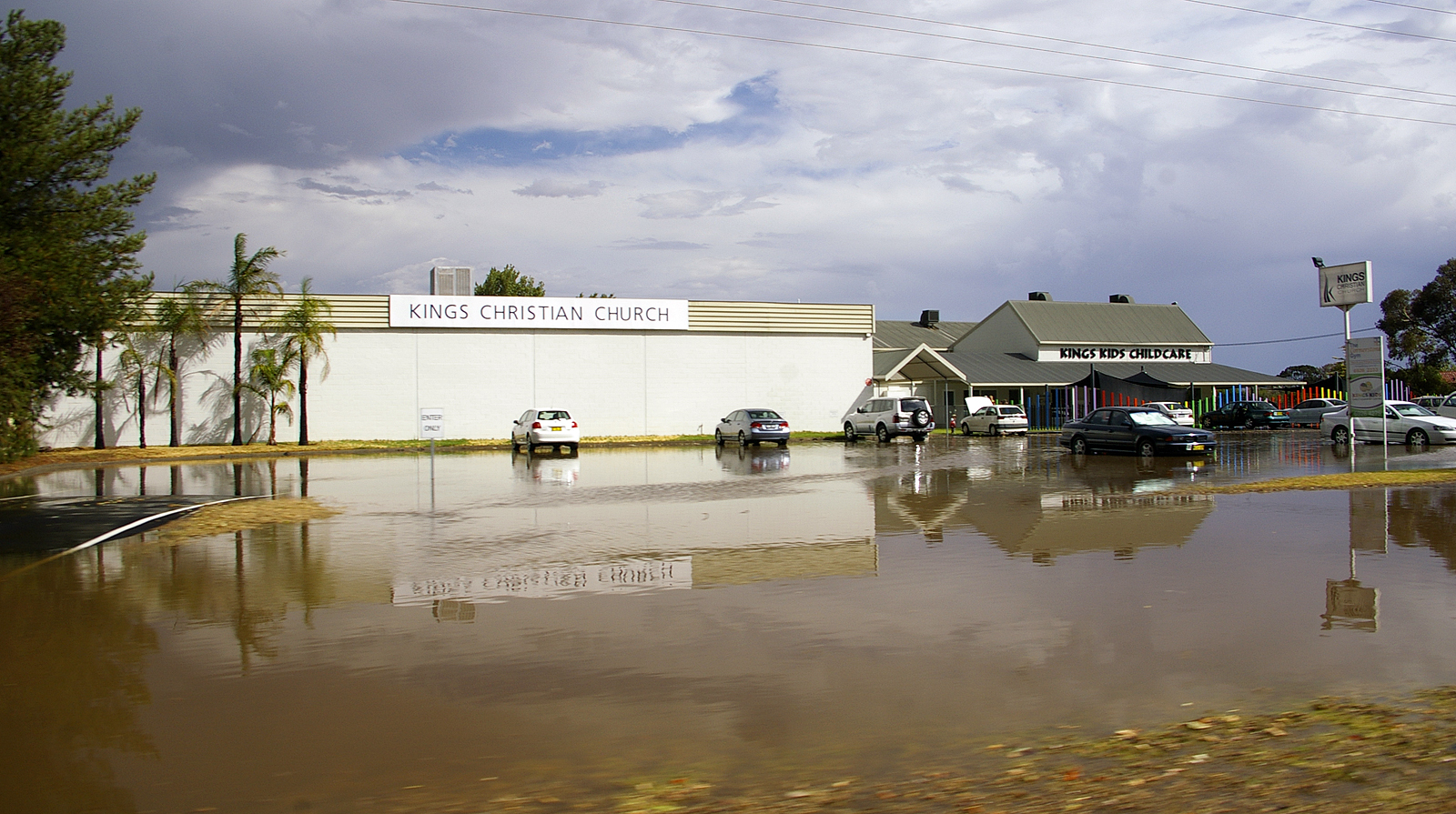
فيضان مفاجئ ناجم عن عاصفة رعدية شديدة

تتميز مواسير المياه بخصائص مماثلة للأعاصير ، وتتميز بتيار رياح متصاعد على شكل قمع يتشكل فوق المسطحات المائية ، ويتصل بسحب الركام الكبيرة. تصنف مواسير المياه عمومًا على أنها أشكال من الأعاصير ، أو أكثر تحديدًا ، أعاصير غيرفائقة الخلايا تتطور فوق مسطحات مائية كبيرة. تتطور هذه الأعمدة المتصاعدة من الهواء تطورًا متكررًا داخل المناطق الاستوائية بالقرب من خط الاستواء ، ولكنها أقل شيوعًا في مناطق خطوط العرض العالية .

### اضواء الاشاره
الفيضانات المفاجئة هي العملية التي تتعرض فيها المناظر الطبيعية ، ولا سيما البيئة الحضرية ، لفيضانات سريعة. تحدث هذه الفيضانات السريعة أسرع وتكون محلية أكثر من فيضانات الأنهار الموسمية أو الفيضانات  وغالبًا (وإن لم يكن دائمًا) مرتبطة بالأمطار الغزيرة. يمكن أن تحدث الفيضانات المفاجئة في كثير من الأحيان في عواصف رعدية بطيئة الحركة وعادة ما تكون ناجمة عن هطول سائل كثيف يصاحبها. تكون الفيضانات المفاجئة أكثر شيوعًا في البيئات الحضرية المكتظة بالسكان ، حيث يوجد القليل من النباتات والأجسام المائية لامتصاص واحتواء المياه الزائدة. يمكن أن تكون الفيضانات المفاجئة خطرة على البنية التحتية الصغيرة ، مثل الجسور والمباني ضعيفة الإنشاء. يمكن تدمير النباتات والمحاصيل في المناطق الزراعية وتدميرها بقوة المياه الهائجة. يمكن أيضًا إزاحة السيارات المتوقفة داخل المناطق المتضررة. يمكن أن يحدث تآكل التربة أيضًا ، مما يعرض مخاطر ظاهرة الانهيار الأرضي .

### انفجار

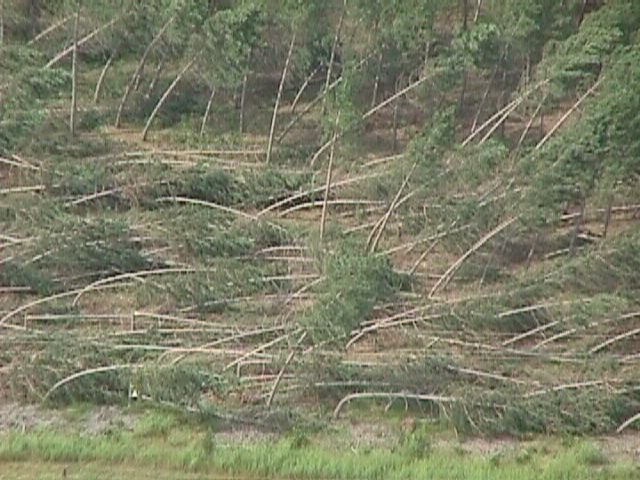
اقتلعت الأشجار أو نزحت بفعل قوة الرياح العاتية في شمال غرب مقاطعة مونرو ، ويسكونسن.

يمكن أن تسبب الرياح العاتية العديد من المخاطر على المناظر الطبيعية التي تعاني من العواصف الرعدية.عادة ما تكون الرياح الغزيرة قوية جدًا ، وغالبًا ما يُخلط بينها وبين سرعات الرياح التي تنتجها الأعاصير ،  نظرًا للكمية المركزة من القوة التي تمارسها خصائصها الأفقية المستقيمة. قد تكون الرياح العاتية خطرة على البنى التحتية والمباني غير المستقرة أو غير المكتملة أو ضعيفة الإنشاء. يمكن اقتلاع المحاصيل الزراعية وغيرها من النباتات الموجودة في البيئات المجاورة وإتلافها. يمكن للطائرة المشاركة في الإقلاع أو الهبوط أن تتحطم. يمكن إزاحة السيارات بالقوة التي تمارسها الرياح العاتية. عادة ما تتشكل رياح التفجر الغزير في المناطق التي تبدأ فيها أنظمة الهواء ذات الضغط العالي للأسفل في الغرق وإزاحة الكتل الهوائية الموجودة تحتها ، بسبب كثافتها العالية. عندما تصل هذه الغواصات إلى السطح ، فإنها تنتشر وتتحول إلى رياح أفقية مستقيمة مدمرة.

### عاصفة رعدية ربو
الربو الناتج عن العواصف الرعدية هو سبب نوبة ربو بسبب الظروف البيئية التي تسببها مباشرة عاصفة رعدية محلية. أثناء العاصفة الرعدية ، يمكن أن تمتص حبوب اللقاح الرطوبة ثم تنفجر إلى أجزاء أصغر بكثير مع تشتت هذه الشظايا بسهولة بالرياح. في حين أن حبوب اللقاح الأكبر عادة ما يُرشحها الشعر الموجود في الأنف ، فإن أجزاء حبوب اللقاح الأصغر تكون قادرة على المرور عبر الرئتين ودخولها ، مما يؤدي إلى نوبة الربو.

## دورها وأهميتها

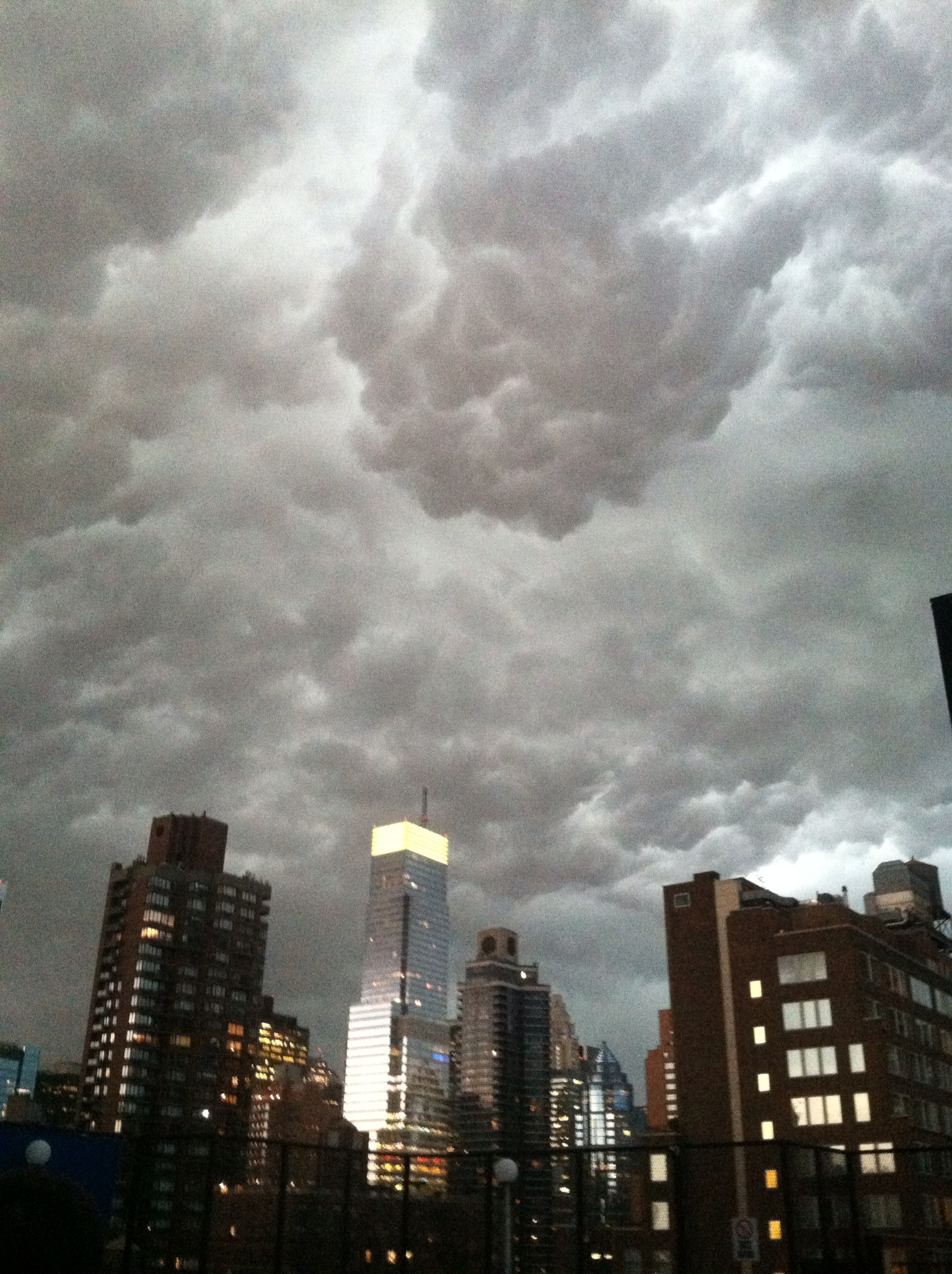
مدینه نیویورک

وتعتبر السحابة الرعدية آلية مهمة في توزيع الطاقة في الغلاف الجوي حيث تأخذ الحرارة والرطوبة من طبقات الجو السفلى وتنقلها إلى طبقات الجو العليا، علماً بأن مقدار الطاقة في العاصفة الرعديـة يعادل 10 أضعاف الطاقة الناتجة عن القنبلة النووية التي ألقيت على هيروشيما.
يتواجد على سطح الكرة الأرضية نحو 2000 سحابة رعدية نشطة في وقت واحد، ولكن 1% من هذه السحب ينتج عنه برَد بحجم 3/4 البوصة أو يصدر عنه رياح هابطة قوية.

## احتياطات السلامة
تأتي معظم العواصف الرعدية وتذهب هادئة إلى حد ما ؛ ومع ذلك ، يمكن أن تصبح أي عاصفة رعدية شديدة ، وجميع العواصف الرعدية ، بحكم تعريفها ، تشكل خطر البرق.  يشير الاستعداد والسلامة للعواصف الرعدية إلى اتخاذ خطوات قبل وأثناء وبعد العاصفة الرعدية لتقليل الإصابة والضرر.

### التأهب
يشير التأهب إلى الاحتياطات التي يجب اتخاذها قبل حدوث عاصفة رعدية. يأخذ بعض الاستعداد شكل الاستعداد العام (حيث يمكن أن تحدث عاصفة رعدية في أي وقت من اليوم أو السنة). إعداد خطة طوارئ عائلية ، على سبيل المثال ، يمكن أن يوفر وقتًا ثمينًا إذا ظهرت عاصفة بسرعة وغير متوقعة. تحضير المنزل عن طريق إزالة الأطراف والأشجار الميتة أو المتعفنة ، والتي يمكن أن تتطاير في الرياح العاتية ، يمكن أيضًا أن يقلل تقليلًا كبير من خطر تلف الممتلكات والإصابات الشخصية.
في دائرة الارصاد الجوية الوطنية توصي (NWS) في الولايات المتحدة عدة الاحتياطات التي ينبغي على الناس أن يأخذ إذا من المحتمل أن تحدث العواصف الرعدية:
- تعرف على أسماء المقاطعات والمدن والبلدات المحلية ، فهذه هي طريقة وصف التحذيرات.
- راقب التوقعات وأحوال الطقس واعرف ما إذا كانت العواصف الرعدية محتملة في المنطقة.
- انتبه للعلامات الطبيعية لاقتراب العاصفة.
- قم بإلغاء الأحداث الخارجية أو إعادة جدولتها (لتجنب الوقوع في الخارج عند حدوث عاصفة).
- اتخذ إجراء مبكرًا حتى يكون لديك الوقت للوصول إلى مكان آمن.
- ادخل إلى مبنى كبير أو مركبة معدنية صلبة السطح قبل وصول تهديدات الطقس.
- إذا سمعت الرعد ، اذهب إلى المكان الآمن على الفور.
- تجنب المناطق المفتوحة مثل قمم التلال والحقول والشواطئ ، ولا تكون بالقرب من أطول الأجسام في منطقة ما عند حدوث العواصف الرعدية.
- لا تحتمي تحت الأشجار الطويلة أو المعزولة أثناء العواصف الرعدية.
- إذا كنت في الغابة ، ضع أكبر مسافة ممكنة بينك وبين أي أشجار أثناء العواصف الرعدية.
- إذا كنت في مجموعة ، انتشر لزيادة فرص الناجين الذين يمكنهم مساعدة أي ضحايا من ضربة صاعقة.

### سلامة
في حين أن السلامة والتأهب غالبًا ما يتداخلان ، تشير «سلامة العواصف الرعدية» عمومًا إلى ما يجب على الناس فعله أثناء وبعد العاصفة. والصليب الأحمر الأمريكي توصي الناس اتباع هذه الاحتياطات إذا عاصفة وشيكة أو في التقدم:
- اتخذ إجراء فور سماع صوت الرعد. يمكن لأي شخص قريب بما يكفي من العاصفة لسماع الرعد أن يضربه البرق.
- تجنب الأجهزة الكهربائية ، بما في ذلك الهواتف السلكية.  لاسلكية وهواتف لاسلكية آمنة لاستخدامها أثناء عاصفة رعدية.
- أغلق النوافذ والأبواب وابتعد عنها ، حيث يمكن أن يشكل الزجاج خطرًا شديدًا في حالة الرياح العاتية.
- لا تستحم أو تستحم ، لأن السباكة توصل الكهرباء.
- إذا كنت تقود السيارة ، اخرج من الطريق بأمان ، وقم بتشغيل أضواء الخطر ، ثم صف السيارة. ابق في السيارة وتجنب لمس المعدن.

توقفت NWS عن التوصية بـ «الصواعق» في عام 2008 لأنها لا توفر مستوى كبير من الحماية ولن تقلل تقليلاً كبيرًا من خطر التعرض للقتل أو الإصابة من ضربة صاعقة قريبة.

## تكرار حدوثها

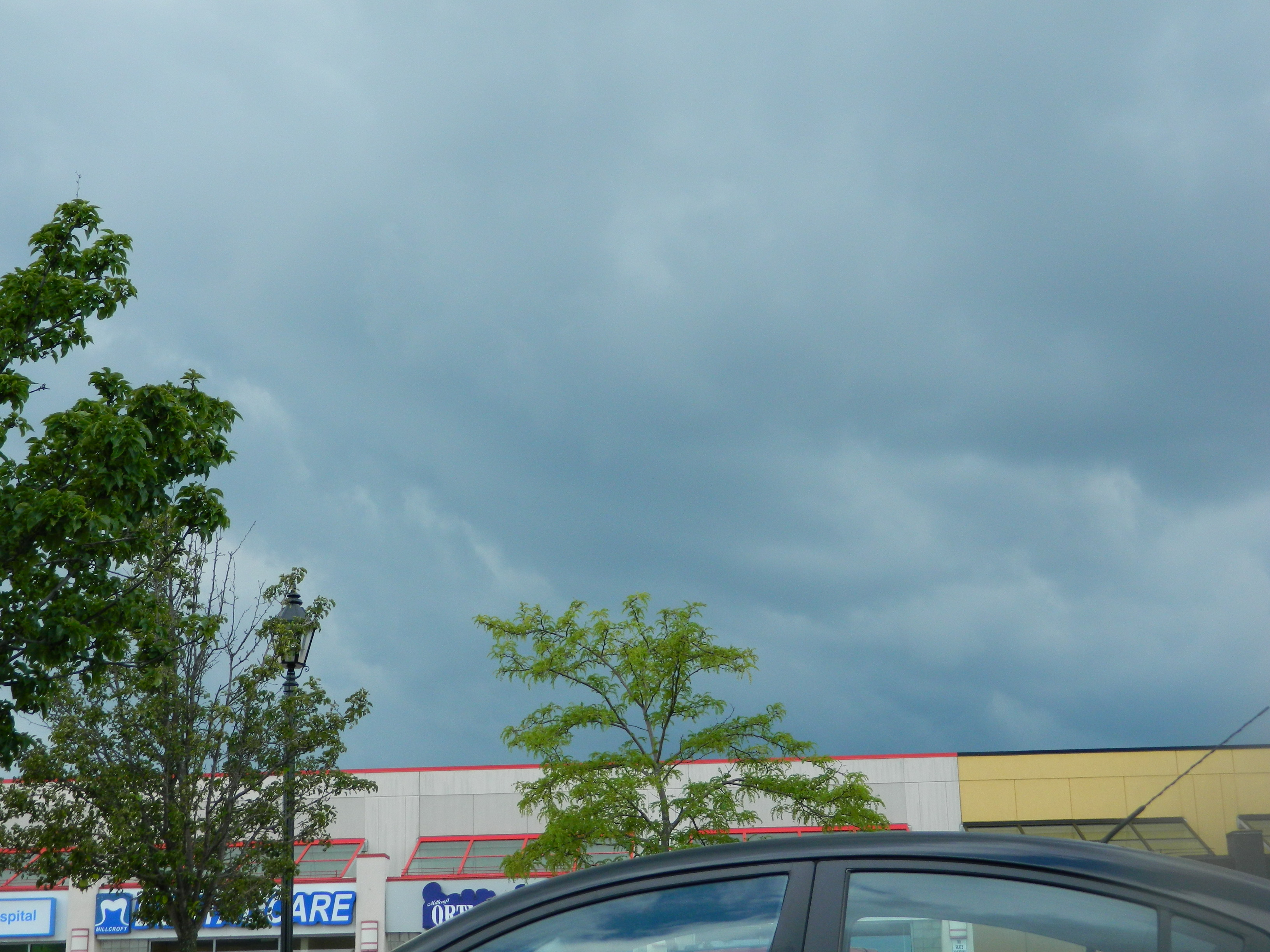
عاصفة رعدية معتدلة فوق شلالات نياجارا ، أونتاريو.

تحدث العواصف الرعدية في جميع أنحاء العالم ، حتى في المناطق القطبية ، مع تواتر أكبر في مناطق الغابات المطيرة الاستوائية ، حيث قد تحدث يوميًا تقريبًا. في أي وقت يحدث ما يقرب من 2000 عاصفة رعدية على الأرض. كامبالا وتورورو في أوغندا ذُكرت أكثر الأماكن مدوية على الأرض،  وادعاء أيضا ل سنغافورة وبوكور في الجزيرة الاندونيسية جافا. مدن أخرى معروفة لنشاط العواصف المتكررة تشمل داروين، كاراكاس، مانيلا ومومباي. ترتبط العواصف الرعدية بمختلف مواسم الرياح الموسمية في جميع أنحاء العالم ، وهي تسكن مجموعات الأمطار في الأعاصير المدارية. في المناطق المعتدلة ، تكون أكثر شيوعًا في الربيع والصيف ، على الرغم من أنها يمكن أن تحدث على طول الجبهات الباردة أو قبلها في أي وقت من السنة. قد تحدث أيضًا داخل كتلة هوائية أكثر برودة بعد مرور جبهة باردة فوق جسم مائي دافئ نسبيًا. العواصف الرعدية نادرة الحدوث في المناطق القطبية بسبب برودة درجات حرارة السطح.
تحدث بعض أقوى العواصف الرعدية فوق الولايات المتحدة في الغرب الأوسط والولايات الجنوبية . يمكن أن تنتج هذه العواصف بردًا كبيرًا وأعاصير قوية.العواصف الرعدية غير شائعة نسبيا على طول الكثير من الساحل الغربي للولايات المتحدة،  لكنها تحدث بتواتر أكبر في المناطق الداخلية، لا سيما سكرامنتو وسان جواكين ديان كاليفورنيا. في الربيع والصيف ، تحدث يوميًا تقريبًا في مناطق معينة من جبال روكي كجزء من نظام الرياح الموسمية في أمريكا الشمالية.في الشمال الشرقي، فإن العواصف تأخذ خصائص وأنماط مماثلة للغرب الأوسط ، ولكن بتواتر وشدة أقل.خلال فصل الصيف ، تحدث العواصف الرعدية ذات الكتلة الهوائية حدوثًا شبه يومي فوق الأجزاء الوسطى والجنوبية من فلوريدا.

## طاقة

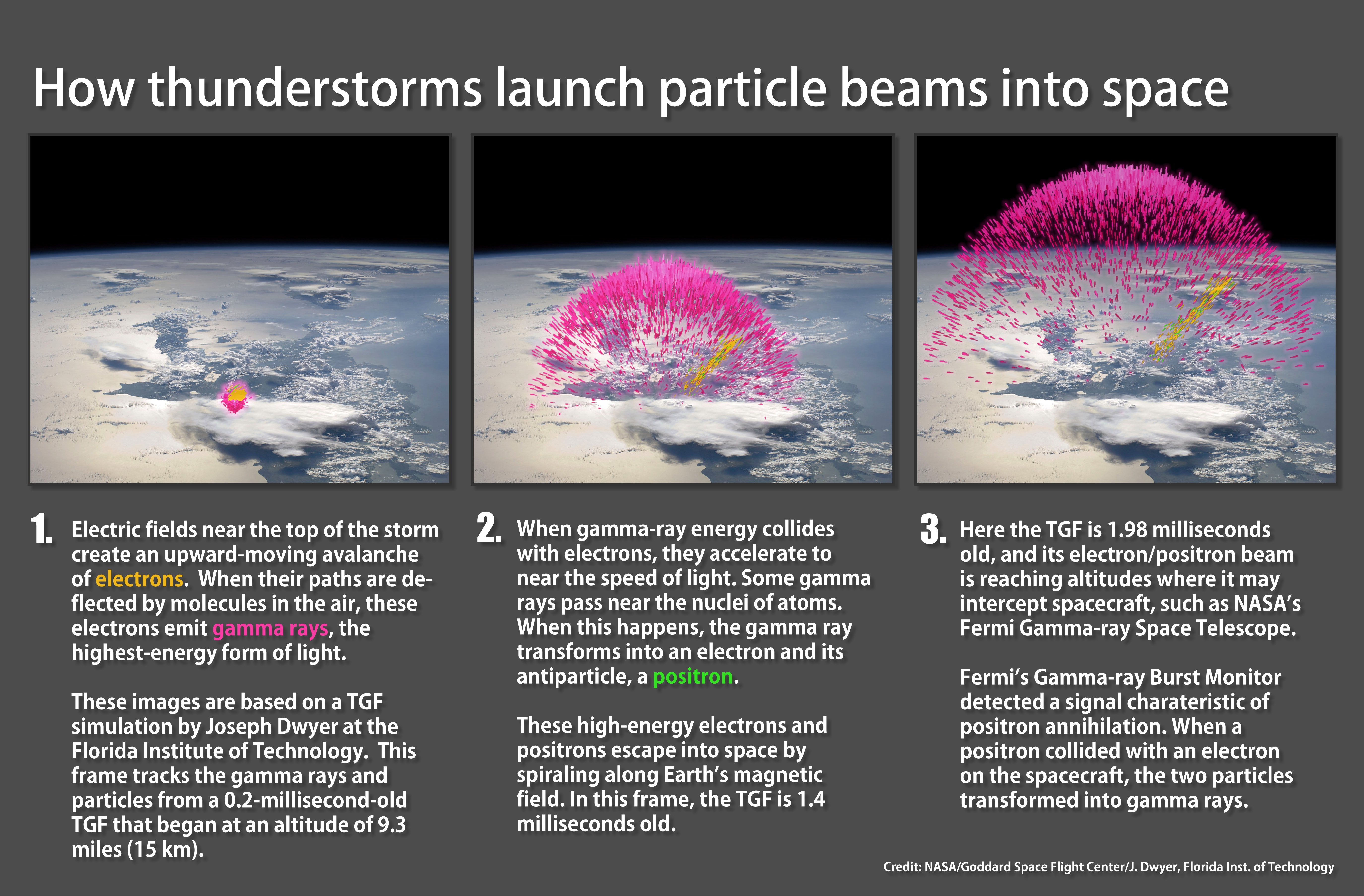
كيف تطلق العواصف الرعدية حزم الجسيمات في الفضاء.

إذا كانت كمية المياه المتكثفة في السحابة ثم ترسبت منها معروفة ، فيمكن حساب الطاقة الإجمالية للعاصفة الرعدية. في عاصفة رعدية نموذجية ، يُرفع ما يقرب من 5 × 10 8 كجم من بخار الماء ، وكمية الطاقة المنبعثة عندما يتكثف هذا هو 10 15 جول. هذا بنفس الترتيب من حيث حجم الطاقة المنبعثة داخل الإعصار المداري ، وطاقة أكثر من تلك التي تُلطق أثناء انفجار القنبلة الذرية في هيروشيما ، اليابان في عام 1945 .
وفيرمي غاما راي انفجار مراقب أظهرت النتائج أن أشعة غاما والمادة المضادة جزيئات (البوزيترونات) يمكن أن تتولد في العواصف الرعدية القوية. يُقترح أن تتشكل بوزيترونات المادة المضادة في ومضات أشعة غاما الأرضية (TGF). TGFs هي رشقات نارية قصيرة تحدث داخل العواصف الرعدية وتترافق مع البرق. تصطدم تيارات البوزيترونات والإلكترونات أعلى في الغلاف الجوي لتوليد المزيد من أشعة جاما. قد يحدث نحو 500 TGFs يوميًا في جميع أنحاء العالم ، ولكن في الغالب لا تُكتشف.

## دراسات
في الأزمنة المعاصرة ، اتخذت العواصف الرعدية دور الفضول العلمي. في كل ربيع ، يتوجه مطاردو العواصف إلى السهول الكبرى بالولايات المتحدة والمروج الكندية لاستكشاف الجوانب العلمية للعواصف والأعاصير من خلال استخدام التصوير بالفيديو. استُخدمت النبضات الراديوية التي تنتجها الأشعة الكونية لدراسة كيفية تطور الشحنات الكهربائية داخل العواصف الرعدية.  مشاريع الأرصاد الجوية الأكثر تنظيماً مثل VORTEX2 مجموعة من أجهزة الاستشعار ، مثل Doppler on Wheels ، والمركبات ذات الأوتوماتيكية المركبة محطات الأرصاد الجوية، بالونات الطقس، والطائرات بدون طيار للتحقيق في العواصف الرعدية المتوقع أن تنتج طقسًا قاسيًا. يُكشف عن البرق عن بعد بأجهزة استشعار تكتشف ضربات البرق من السحابة إلى الأرض بدقة 95 بالمائة في الكشف وفي نطاق 250 مترًا (820 قدمًا) من نقطة الأصل.

## الأساطير والدين
أثرت العواصف الرعدية بشدة على العديد من الحضارات المبكرة. اعتقد الإغريق أنهم كانوا معارك خاضها زيوس، الذي ألقى صواعق صاعقة من قبل هيفايستوس. ربطت بعض القبائل الهندية الأمريكية بين العواصف الرعدية والطائر الرعد ، الذي اعتقدوا أنه خادم الروح العظمى . ونورس تعتبر العواصف الرعدية تحدث عندما ثور ذهب للقتال Jötnar ، مع الرعد والبرق يجري تأثير الضربات له مع مطرقة Mjölnir . تعترف الهندوسية إندرا كإله المطر والعواصف الرعدية.تقبل العقيدة المسيحية أن العواصف الشديدة هي عمل الله . كانت هذه الأفكار ما تزال في التيار الرئيسي حتى أواخر القرن الثامن عشر.
كان مارتن لوثر يسير في الخارج عندما بدأت عاصفة رعدية ، مما جعله يصلي إلى الله من أجل خلاصه ووعده بأن يصبح راهبًا.

## خارج الأرض
اكتُشفت العواصف الرعدية ، التي يتضح من ومضات البرق، على كوكب المشتري وترتبط بالسحب حيث قد يتواجد الماء كسائل وجليد ، مما يشير إلى آلية مماثلة لتلك الموجودة على الأرض. (الماء جزيء قطبي يمكنه حمل شحنة ، لذلك فهو قادر على إنشاء فصل الشحنة اللازم لإنتاج البرق).  يمكن أن تكون هذه التفريغات الكهربائية أقوى بألف مرة من البرق على الأرض.  يمكن أن تشكل السحب المائية عواصف رعدية مدفوعة بالحرارة المتصاعدة من الداخل. قد تكون سحب كوكب الزهرة قادرة أيضًا على الإنتاج البرق . تشير بعض الملاحظات إلى أن معدل البرق هو على الأقل نصف معدل البرق على الأرض.

## الظواهر المصاحبة للعواصف الرعدية
- رياح شديدة هابطة: وقد تصل سرعتها إلى أكثر من 50 كلم في الساعة.
- الفيضانات
- البرد.
- البرق والرعد.
- (الثلج)